# Артамонов, Егор Игоревич
Его́р И́горевич Артамонов (род. 28 августа 1989, Челябинск) — российский хоккеист, защитник клуба «Динамо-Алтай» выступающего в Высшей хоккейной лиге.

## Биография
Воспитанник хоккейной школы «Трактора». В сезоне 2010/11 дебютировал за «Ладу» и за «Ладью» в ВХЛ и МХЛ соответственно.
В КХЛ впервые сыграл 13 ноября 2013 года в матче против «Донбасса».
С 2019 года по 2022 год играл за курганский клуб «Зауралье».
С 30.04.2022 по 2023 год играл за украинский клуб «Мариуполь»
С 2023 года является хоккеистом ХК «Динамо-Алтай».

## Семья
Женат.